# Bonito Oriental
Bonito Oriental – gmina (municipio) w północnym Hondurasie, w departamencie Colón. W 2010 roku zamieszkana była przez ok. 38,1 tys. mieszkańców. Siedzibą administracyjną jest Bonito Oriental. Gmina powstała 28 kwietnia 1997 roku.

## Położenie
Gmina położona jest w środkowej części departamentu, nad rzeką Aguan. Miasto Bonito Oriental, będące siedzibą władz jednostki, położone jest w odległości 40 km od południowy wschód od stolicy departamentu Trujillo.

## Demografia
Według danych honduraskiego Narodowego Instytutu Statystycznego na rok 2010 struktura wiekowa i płciowa ludności w gminie przedstawiała się następująco:
| Wiek            | 0–3   | 4–6   | 7–12  | 13–17 | 18–24 | 25–64  | 65+   | razem  |
| Bonito Oriental | 4 699 | 3 287 | 6 065 | 4 628 | 5 701 | 12 208 | 1 494 | 38 083 |
| Mężczyźni       | 2 199 | 1 495 | 2 780 | 2 318 | 2 713 | 5 457  | 712   | 17 675 |
| Kobiety         | 2 500 | 1 792 | 3 285 | 2 310 | 2 988 | 6 751  | 782   | 20 409 |